# Primož Urh-Zupan
Primož Urh-Zupan (* 22. Januar 1983) ist ein ehemaliger slowenischer Skispringer.

## Werdegang
Am 16. Januar 1999 absolvierte Urh-Zupan, der für den SK Triglav Kranj startet, sein erstes Weltcup-Springen im polnischen Zakopane, bei dem er mit Platz 23 auch bereits seine ersten Weltcup-Punkte gewinnen konnte. Sechs Tage zuvor hatte er das Continental-Cup-Springen auf der Kalmberg-Schanze in Bad Goisern gewonnen.
Bei den Nordischen Skiweltmeisterschaften 1999 in Ramsau am Dachstein kam er auf der Normalschanze auf den 21. Platz. Es folgten 2 Jahre mit wechselnden Ergebnissen. In die Top 10 konnte er jedoch nicht springen. Lediglich im Teamspringen landete er am 20. November 2000 gemeinsam mit Damjan Fras, Peter Žonta und Jure Radelj in Kuopio auf dem 7. Platz.
Zu den Nordischen Skiweltmeisterschaften 2001 im finnischen Lahti erreichte er auf der Großschanze den 30. Platz. Mit dem Team gelang ihm auf der Großschanze ein 5. und auf der Normalschanze ein 6. Platz. Nach der Weltmeisterschaft konnte er keine Erfolge mehr im Weltcup erzielen und startete deshalb ab Januar 2002 im Continental Cup. Jedoch blieb er auch hier weitestgehend glücklos und beendete nach dem Springen am 9. Januar 2005 in Planica, bei dem er nur auf den 61. Platz springen konnte, seine aktive Springerkarriere.

## Erfolge

### Weltcup-Platzierungen
| Saison  | Platz | Punkte |
| ------- | ----- | ------ |
| 1998/99 | 84.   | 08     |
| 1999/00 | 48.   | 37     |
| 2000/01 | 64.   | 16     |